# (69264) Nebra
Nebra es el Asteroide n.º 69264 de la serie, tiene una denominación provisional (1988 PE4) o 1999 RZ53, fue descubierto el 14 de agosto de 1988 por el Dr. Freimut Börngen desde Tautenburg en el Observatorio Karl Schwarzschild, Alemania.

## Nombre
Recibe su nombre por la ciudad de Nebra (Alemania) y por el disco celeste allí encontrado, con la representación de la bóveda celeste más antigua que se conoce, aproximadamente del 1600 a. C. y que se conoce como Disco celeste de Nebra.